# Classic Songs
Classic Songs è un album raccolta di James Taylor, pubblicato dalla CBS Records nel 1987.

## Tracce
Lato A
1. Fire and Rain – 3:20 (James Taylor) – Tratto dall'album: Sweet Baby James (1970) prod. Peter Asher
2. Mexico – 2:57 (James Taylor) – Tratto dall'album: Gorilla (1975)
3. You've Got a Friend – Tratto dall'album: Mud Slide Slim and the Blue Horizon (1971)
4. How Sweet It Is (To Be Loved by You) – 3:33 (Brian Holland, Lamont Dozier, Edward Holland) – Tratto dall'album: Gorilla (1975)
5. Carolina in My Mind – 3:37 (James Taylor) – Tratto dall'album: James Taylor (1968)
6. Something in the Way She Moves – 3:01 (James Taylor) – Tratto dall'album: James Taylor (1968)
7. Shower the People – 4:32 (James Taylor) – Tratto dall'album: In the Pocket (1976)
8. Sweet Baby James – 2:48 (James Taylor) – Tratto dall'album: Sweet Baby James (1970) prod. Peter Asher

Durata totale: 23:48
Lato B
1. That's Why I'm Here – 3:37 (James Taylor) – Tratto dall'album: That's Why I'm Here (1985)
2. Everyday – 3:14 (Norman Petty, Charles Hardin (Buddy Holly)) – Tratto dall'album: That's Why I'm Here (1985)
3. Up on the Roof – 4:21 (Gerry Goffin, Carole King) – Tratto dall'album: Flag (1979)
4. Your Smiling Face – 2:55 (James Taylor) – Tratto dall'album: JT (1977)
5. Her Town Too – 4:35 (James Taylor, John David Souther, Waddy Wachtel) – Tratto dall'album: Dad Loves His Work (1981)
6. Handyman – 3:15 (Otis Blackwell, Jimmy Jones) – Tratto dall'album: JT (1977)
7. Don't Let Me Be Lonely Tonight – 2:34 (James Taylor) – Tratto dall'album: One Man Dog (1972)
8. Only a Dream in Rio – 4:58 (James Taylor) – Tratto dall'album: That's Why I'm Here (1985)

Durata totale: 29:29

## Musicisti
A1 e A8
- James Taylor - chitarra, voce
- Danny Kootch - chitarra
- Carole King - pianoforte
- Red Rholdes - chitarra steel
- Chris Darrow - fiddle
- Randy Meisner - basso
- John London - basso
- Bobby West - basso
- Russ Kunkel - batteria
- Jack Bielan - arrangiamento strumenti a fiato

A2
- James Taylor - chitarra acustica, chitarra elettrica, voce
- Danny Kortchmar - chitarra elettrica
- Gayle Levant - arpa
- Lee Sklar - basso
- Russ Kunkel - batteria, shaker
- Milt Holland - percussioni
- Graham Nash - armonie vocali
- David Crosby - armonie vocali

A3
- James Taylor - chitarra acustica, voce, accompagnamento vocale
- Danny Kortchmar - chitarra acustica, congas
- Leland Sklar - basso
- Russ Kunkel - batteria, congas, cabasa
- Joni Mitchell - accompagnamento vocale

A4
- James Taylor - voce
- Danny Kortchmar - chitarra elettrica
- Clarence McDonald - pianoforte, pianoforte fender rhodes
- Lee Sklar - basso
- Russ Kunkel - batteria, tamburello
- Jim Keltner - batteria
- Carly Simon - armonie vocali

A5
- James Taylor - chitarra, voce, accompagnamento vocale
- Mick Wayne - seconda chitarra
- Freddie Redd - organo
- Paul McCartney - basso
- Bishop O'Brien - batteria
- Peter Asher - tambourine, accompagnamento vocale
- Richard Hewson - arrangiamenti strumenti a corda, conduttore musicale

A6
- James Taylor - chitarra, voce

A7
- James Taylor - chitarra acustica, voce, armonie vocali
- Clarence McDonald - pianoforte fender rhodes, hornorgan
- Nick DeCaro - hornorgan, voiceorgan
- Lee Sklar - basso
- Russ Kunkel - batteria, percussioni
- Victor Feldman - campane orchestra, vibrafono
- Carly Simon - armonie vocali

B1
- James Taylor - voce, accompagnamento vocale
- David Sanborn - sassofono
- Don Grolnick - tastiere
- Billy Payne - tastiere
- Clifford Carter - tastiere
- Tony Levin - basso
- Russell Kunkel - batteria
- Jim Maelen - percussioni
- Deniece Williams - accompagnamento vocale
- David Lasley - accompagnamento vocale

B2
- James Taylor - voce, accompagnamento vocale
- Dan Dugmore - chitarra
- Billy Payne - tastiere
- Leland Sklar - basso
- Rick Shlosser - batteria
- Arnold McCuller - accompagnamento vocale
- Rosemary Butler - accompagnamento vocale

B3
- James Taylor - chitarra acustica, voce
- Danny Kortchmar - chitarra elettrica
- Waddy Wachtel - chitarra elettrica
- Leland Sklar - basso
- Russell Kunkel - batteria
- Arif Mardin - arrangiamenti strumenti a corda, conduttore musicale

B4
- James Taylor - chitarra acustica, voce, accompagnamento vocale
- Danny Kortchmar - chitarre
- Clarence McDonald - tastiere
- Leland Sklar - basso
- Russell Kunkel - batteria, percussioni
- David Campbell - arrangiamenti strumenti a corda, conduttore musicale

B5
- James Taylor - voce
- John David Souther - voce
- Dan Dugmore - chitarre elettriche
- Waddy Wachtel - chitarra acustica
- Don Grolnick - pianoforte fender rhodes, organo
- Leland Sklar - basso
- Rick Marotta - batteria
- Gene Page - arrangiamenti strumenti a corda, conduttore musicale

B6
- James Taylor - chitarra acustica, voce, accompagnamento vocale
- Danny Kortchmar - chitarre
- Clarence McDonald - tastiere
- Leland Sklar - basso
- Russ Kunkel - batteria, percussioni
- Peter Asher - cabasa, tambourine
- Leah Kunkel - accompagnamento vocale

B7
- James Taylor - chitarra acustica, voce
- Danny Kortchmar - chitarra elettrica
- Craig Doerge - pianoforte
- Michael Brecker - sassofono tenore
- Leland Sklar - basso
- Russ Kunkel - batteria, congas

B8
- James Taylor - voce
- Billy Payne - tastiere
- Tony Levin - basso
- Russell Kunkel - batteria
- Airto Moreira - percussioni
- Kenia Gould - accompagnamento vocale
- Zbeto - accompagnamento vocale
- Eliane Eliaf - accompagnamento vocale
- Randy Brecker - accompagnamento vocale